# 経学歴史
『経学歴史』（けいがくれきし）は、1907年に清の皮錫瑞が著した経学の通史を記した書籍。湖南思賢書局より出版されている。

## 概要
『経学歴史』は、春秋から清朝までの経学の歴史を記した書物である。
経学歴史の特徴は、経典の注釈に対し賛否を評し、多岐にわたる書物を用い、その賛否の理由を明確に表した点にある。皮錫瑞は、経書の原典に近い時代の注釈書を重要視しており、「新学出でてより、旧学を薄視し、遂に焼経あり。」と述べている。
最大の特徴は、皮錫瑞自身の今文学の立場から経学史が記述されていることである。これについて、東賢司氏は、皮錫瑞はあくまで今文経学の立場から経学史を論じているが、それに僻して他説を排除することがないよう慎重に考証、分析を行っていると評している。
皮錫瑞の著述活動は、戊戌政変に巻き込まれて「杜門」した光緒二十五年及び、公職に復帰した二十八年以降が盛んであり、とりわけ『経学歴史』及び『経学通論』は晩年の書として、彼の経学の集大成であったことが了解できる。また、皮錫瑞が晩年に『経学歴史』を著した理由について、井澤耕一氏は、「学堂などの教育機関で経学の伝授が殆どなされていないことに警鐘を鳴らし…、経学の正しいありようを後生に伝えようとしたのではないだろうか」と論じている。則ち、『経学歴史』は、皮錫瑞にとって、経学史の叙述であるとともに、後世に危機的状況に陥ることを防ぐための書でもあった。
なお、『経学通論』は『経学歴史』の姉妹書であり、易、書、詩、三礼、春秋などから経学上の重要な問題を取り上げ、議論を整理している。

## 著者
著者は、皮錫瑞（ひ　しゃくずい、ひ　せきずい）。字は鹿門、麓雲、号は師伏。1850.12.17[道光30.11.14]～1908.3.6[光緒34.2.4]、中国清の学者。
湖南善化(現、湖南長沙)の人。光緒8年に挙人。今文経学の大家で、龍潭書院、経訓書院、尊経書院などの主講を務めた。日清戦争後、康有為、梁啓超らのとなえる変法に与し、湖南省で行われた新政を支持したが、王先謙や葉徳輝(ようとくき)ら保守派の圧迫で、江西省の経訓書院に去った。さらに弾劾をうけ、挙人の資格を剥奪されて3年間蟄居の身となった。挙人を回復したのち、湖南師範館に招かれ、経学と倫理を講義した。
〖主著〗 経学歴史、 1906。〖参考〗 呉仰湘：通経致用一代師─皮錫瑞生平和思想研究、 2002。小野川秀美：清末政治思想研究、 2009。。

## 内容

### 学術の区分
経学歴史の中では、学術の区分として以下の５つが与えられている。
訓詁学
文字一文字一文字を厳密に解釈する学術で漢代から唐代に区分される。
理学
朱子学と陽明学の学派から解釈した学術で宋代から明代に区分される。
考証学
漢代を理想とし、文献による考証を行った学術で清代に区分される。
清末公洋学
春秋公羊伝を重視した学術で清代末期に区分される。
現代新儒家
儒学を西洋哲学との関係のなかで現代的に解釈する学術であり、宋明理学と区別するため、その学問を特に「現代新儒学」あるいは「当代新儒学」と呼ぶ。唐代以降に区分される。

### 経学歴史の細目
経学歴史の特徴の一つは、各時代に経学の盛衰に応じた名称が与えられていることである。以下に表で示す。
| 経学史における時代 | 時代       | 内容                           |
| ------------------ | ---------- | ------------------------------ |
| 経学開闘時代       | 春秋       | 孔子の六経剛定について         |
| 経学流伝時代       | 戦国       | 孔子門下の経書の伝授について   |
| 経学昌明時代       | 前漢       | 経学博士が立てられ儒教が国教化 |
| 経学極盛時代       | 前漢～後漢 | 儒教独尊体制の確立             |
| 経学中衰時代       | 三国～西晋 | 王粛の出現により今文経学が衰退 |
| 経学分立時代       | 南北朝     | 経学の南北分裂                 |
| 経学統一時代       | 隋・唐     | 南学による経学統一             |
| 経学変古時代       | 宋         | 疑経の時代                     |
| 経学積衰時代       | 元・明     | 義理学の盛行による経学の衰退   |
| 経学復盛時代       | 清         | 漢学の復興                     |

※井澤氏の論文より表を作成。

#### 皮錫瑞の春秋時代の評価
孔子を「万世の師表」、六経を「万世の教科書」と評しているが、孔子の教えを「闇忽不章」と批判した。孔子の本意を理解せずに其の学を実行して以て世を治めようとしなかったためである。

#### 皮錫瑞の戦国時代の評価
『韓非子』顕学篇において、「『韓非子』言八儒有顔氏。孔門弟子、顔氏有八、未必即是子淵。」と述べ、「顔氏之儒」が必ずしも顔回の流れを汲む儒家を指すとは限らない。と批判している。
　また、このことについては井ノ口哲也氏が詳しく述べている。

#### 皮錫瑞の前漢・後漢代の評価
前漢のとき五経博士が立てられ、今文経学のみ尊崇された武帝の時代が最も純正であると評した。
　皮錫瑞は前漢の儒学者を「通経致用」、「専門学風」と評し、後漢の儒学者を「実事求是」、「移風易俗」であると評した。
則ち、「前漢の学問には世用に適せんとする意志の力が強く働き、それ丈一面の暗さを伴ふ。後漢のそれには理性の色が濃く出で、明るさをもつ丈弱い」と述べた。
また、「前漢は師法を重んじ、後漢は家法を重んず」と述べている。
ここでいう師法とは、解釈の妥当性を維持するために、章句を分折し、それを師法と称して専門を固守した。と説明されている。
また、鄭玄を評して「鄭君の徒党は天下に遍く、経学について論ずれば、 小一統時代と謂うべし」と述べ、後漢以後、鄭玄の影響力は非常に大きいものであるしている。なお、『経学通論』では、「論詩斉魯韓説、聖人皆無父感天而生。太史公、猪先生、鄭君以為有父、又感天乃調停之説」と述べ、鄭玄は今文・古文の二義を兼取し、調停の説を立てたと評している。

#### 皮錫瑞の宋代の評価
「経学は唐より以て宋初に至り，已に陵夷衰微せり。然れども篤く古義を守り，新奇を取る無く，各々師伝を承け，胸臆に憑かざること，なお漢唐注疏の遺のごとし。宋の王旦の試官たりしとき，題に「仁に当りては師とも譲らず」と為せしとき，賈辺の「師」を解して「衆」と為すの新説を取らざれば，宋初篤実の風を見るべし。乃ち久しからずして風気遂に変ず。」と皮錫瑞は述べ、これ故に、経学変古時代と称されている。
「詩・書・礼・易・伝五経。公羊・穀梁并七経。周礼・儀礼是九経。論語・孝経十一経。老子・荘子十三経」とあり、儒家の経典としては、漢代頃は孔子が刪定したとされる六経から楽経を除いた五経とその後、礼が三礼に、春秋が三伝に分かれて九経となり、さらに論語、孝経、爾雅、孟子が順次加えられて、宋代にいたって十三経が成立したと記されている。
皮錫瑞は「宋儒は伝注を撥棄し、遂に疑経に難からず」と述べ、古義を変えた時代と定義した上で、「経学積衰時代」に至る道筋をつけたと批判している。

#### 皮錫瑞の元・明代の評価
明代経学の成果は寥々なる有り様で、ほとんど取るに足らないとする立場であると評価している。また、暗記を主とする帖経を廃止し、論述試験を導入した王安石の科挙改革に対して、皮錫瑞はそれが結果的に経学の衰退を招いたと批判している。「科挙に経典解釈を導入すれば、受験者は必ず奇抜さを追求して、争って新説を打ちたてようとする、それは古えから継承されてきた経典解釈を捻じ曲げてしまうことを意味し、皮錫瑞にとって決して是認できることではなかったのである。」と井澤氏は述べる。

#### 皮錫瑞の清代の評価
清代経学者の代表的な功績は、「輯佚」「校勘」「小学」の三部門に集約されるとある。また、「清朝初世の三帝は君自らの徳を備え､朝廷の威信を漢人に示すための治世の資として学問の復興に貢献し､臣下には帝業を輔けて､自らを忘れて学界に尽くすところの碩学がい､互いに学問研究の上に刺激を与えあったことが経学復興の第一原因を為した。」と述べていることから、明代の衰微を経て、皇帝が自ら示すことで経学の復興が為されたと評している。
復興の要因として、康煕、雍正、乾隆のいわゆる清初三帝の文学奨励が､その一であり､ 八股文の弊害への反動と､陽明学の空疎さに対する実事求是の学問研究が､その二である｡そして､家学の師承､一経を専門とすることが､ その三､四である｡ さらに､佚書の蒐集校勘と 小学いわゆる文字､音韻､訓話の学を極めたのが､その五である、と述べている。上記より､連清吉氏は清朝考証学の業績として､小学・音韻学を含む経学や古典の校注､所偽書の撰述､佚書の蒐集や､地理学､地方史､伝記､族譜を含む史学や天文暦算学及びその他の科学などの解明を取上げ評価している。
また、『尚書』堯典における、段玉裁の『古文尚書撰異』は今文古文の弁別において結論を示した著作で、古文では「光被四表」、今文が「横被四表」である。と論じているが皮錫瑞は、「今文にも光と作るものがあったことに気付いてないだろう。」と否定している。

## 現代の評価
関口順氏は、『経学歴史』の評価すべき点として、「西学を意識して書かれた最初の経学通史という点だろう。これを読めば現在の我々でも一応の流れを通観できる」と述べる。その一方、『経学歴史』の問題点として、以下の三点を挙げている。
1. 先王の事績が語られていないこと
2. 清代漢学の影響下にあること
3. 今文・古文の対立という図式に従って叙述していること